# Locmaria-Berrien
Locmaria-Berrien (en bretó Lokmaria-Berrien) és un municipi francès, situat a la regió de Bretanya, al departament de Finisterre. L'any 2006 tenia 244 habitants.

## Demografia
| 1962                                       | 1968 | 1975 | 1982 | 1990 | 1999 |
| ------------------------------------------ | ---- | ---- | ---- | ---- | ---- |
| 533                                        | 454  | 325  | 295  | 272  | 285  |
| Des de 1962: població sense dobles comptes |      |      |      |      |      |

## Administració
| Període | Identitat       | Partit |
| ------- | --------------- | ------ |
| 2001-   | Albert Le Guern |        |